# Saharon Shelah

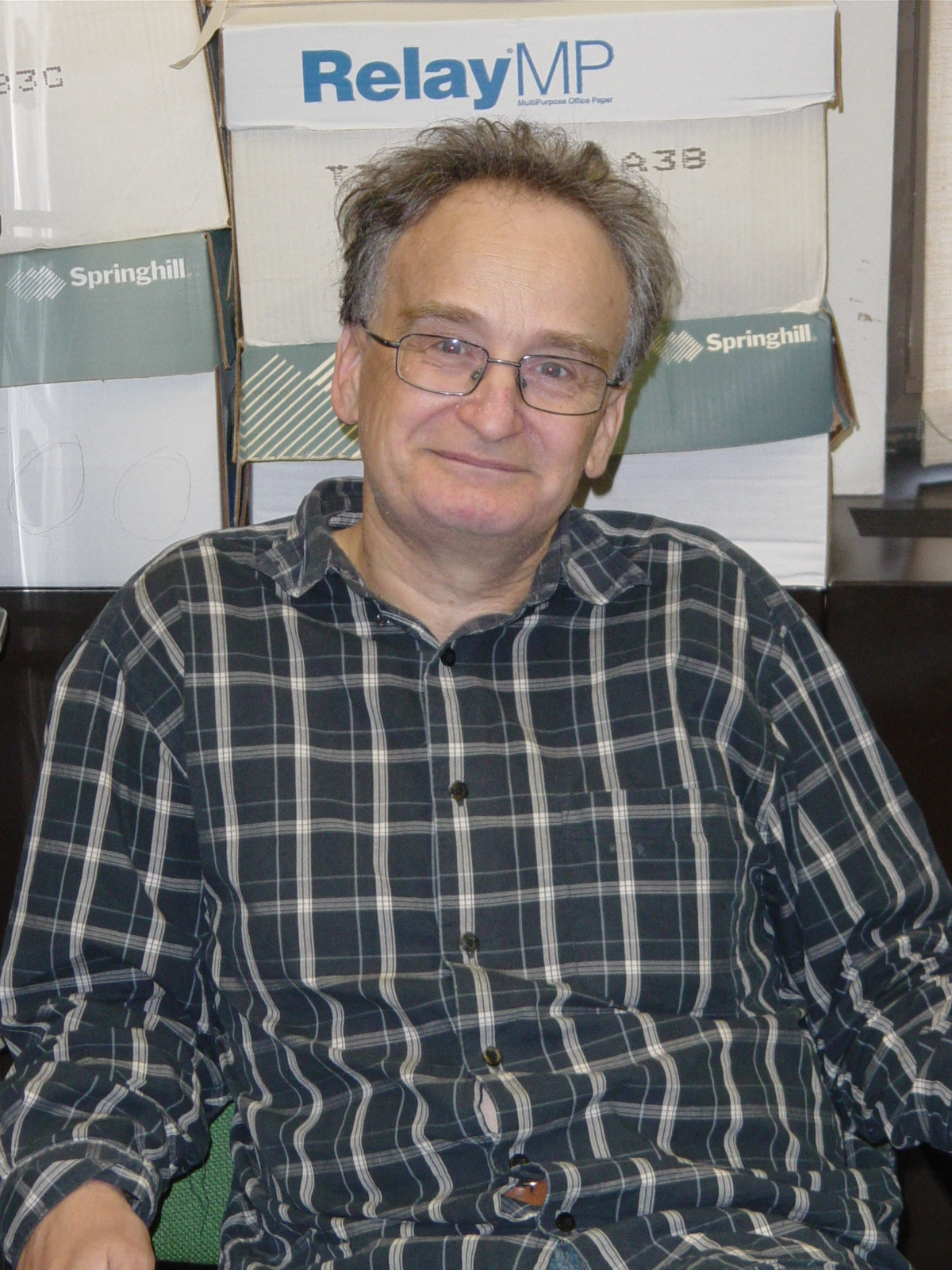
Shelah in seinem Büro an der Rutgers-Universität, 2005

Saharon Shelah (hebräisch שהרן שלח; * 3. Juli 1945 in Jerusalem) ist ein israelischer Mathematiker. Er ist Professor an der Hebräischen Universität in Jerusalem sowie an der Rutgers University in New Jersey, USA. Shelah arbeitet auf dem Gebiet der mathematischen Logik, insbesondere in Modelltheorie und Mengenlehre.

## Leben
Shelah ist der Sohn des israelischen Dichters und politischen Aktivisten Yonatan Ratosh (1908–1981). Er studierte von 1962 bis 1964 in Tel Aviv und von 1965 bis 1967 an der Hebräischen Universität in Jerusalem, an der er 1969 bei Michael O. Rabin promovierte. Er forschte und lehrte danach an der Hebräischen Universität, an der er 1974 Professor wurde.
Shelah hat über 1,100 mathematische Arbeiten publiziert, etwa 500 davon mit insgesamt 200 Koautoren (Stand: 2015).
1977 erhielt er den ersten Erdős-Preis, 1998 den Israel-Preis, 2000 den Bolyai-Preis und 2001 den Wolf-Preis für Mathematik. 1983 erhielt er den Karp-Preis. 1986 hielt er einen Plenarvortrag auf dem Internationalen Mathematikerkongress (ICM) in Berkeley (Taxonomy of Universal and other Classes) und 1974 war Invited Speaker auf dem ICM in Vancouver (Why there are many nonisomorphic models of unsuperstable theories). 1991 wurde er in die American Academy of Arts and Sciences gewählt. Seit 2012 ist ordentliches Mitglied der Academia Europaea. Im selben Jahr hielt er einen Plenarvortrag auf dem Europäischen Mathematikerkongress (ECM) in Krakau (Classifying classes of structures in model theory). Für 2013 wurde ihm der Leroy P. Steele Prize für sein Buch Classification theory and the number of nonisomorphic models zugesprochen.  2017 erhielt er zusammen mit Maryanthe Malliaris bei der European Set Theory Conference in Budapest die Hausdorff-Medaille der European Set Theory Society.  2018 erhielt er den Rolf-Schock-Preis für Logik und Philosophie,  in Anerkennung seiner „herausragenden Beiträge in der Mathematischen Logik“.  2019 wurde ihm ein Ehrendoktorat der Technischen Universität Wien verliehen.
In der Laudatio für den Wolf-Preis wurde seine international führende Rolle in den Grundlagen der Mathematik und in der mathematischen Logik hervorgehoben und die Begründung neuer Theorien in der Mengenlehre, wie „proper forcing“.  Seine  pcf-Theorie („Theorie möglicher Kofinalitäten“) stellt eine bemerkenswerte Verfeinerung des Kardinalitätsbegriffs dar,  die den Beweis einer ganzen Reihe neuer Resultate in einem Gebiet ermöglicht hat, das bis dahin von Unabhängigkeitsresultaten dominiert war.  In der Modelltheorie verfolgte er ein einflussreiches Programm der „Stabilitätstheorie“, das die Klassifizierung von Modellen einer Theorie zum Ziel hat. Die Stabilitätstheorie geht auf Arbeiten von Michael D. Morley (1965) und Shelah (1969) zurück. Seine Untersuchungen haben auch außerhalb der eigentlichen Grundlagenforschung der Mathematik viele Anwendungen gefunden (z. B. Kombinatorik, Banachräume, Maßtheorie, Gruppentheorie, Topologie).
Mit Matthew Foreman und Menachem Magidor führte er 1988 Martin´s Maximum ein, ein starkes Forcing-Axiom, das Martins Axiom verallgemeinert.
Mit Ron Aharoni und Crispin Nash-Williams erweiterte er den Heiratssatz von Philip Hall auf unendliche Graphen.

## Schriften
- Classification theory and the number of non-isomorphic models (= Studies in Logic and the Foundations of Mathematics. 92). North-Holland, Amsterdam u. a. 1978, ISBN 0-7204-0757-5 (Revised edition, 2nd edition. ebenda 1990, ISBN 0-444-70260-1).
- Proper forcing (= Lecture Notes in Mathematics. 940). Springer, Berlin u. a. 1982, ISBN 3-540-11593-5 (2. Auflage: Proper and improper forcing. ebenda 1998, ISBN 3-540-51700-6).
- Around classification theory of models (= Lecture Notes in Mathematics. 1182). Springer, Berlin u. a. Springer 1986, ISBN 3-540-16448-0.
- Cardinal Arithmetic (= Oxford Logic Guides. 29). Clarendon Press, Oxford 1994, ISBN 0-19-853785-9.